# 千葉市民会館
千葉市民会館（ちばしみんかいかん）は、千葉県千葉市中央区に所在する多目的ホールである。

## 概要
千葉市の文化施設の中核となる施設。大・小ホールや会議室等があり、コンサート、演劇、講演会、企業の研修会など、様々なイベントに使用されている。イメージフラワーはコスモス、千葉市民会館通信「こずめーあ」を毎月発行している。
建物は地上4階、地下1階からなり、地下1階には講演会・研修会・ピアノ発表会等で使用される小ホール、シャワー室完備の楽屋（第1 - 第5）があり、1階には第6楽屋、受付（施設利用申込、チケット発券等）、ラウンジ（ショップ秋桜）、2階には多目的ホールとして利用できる大ホール、3階と4階には会議室が整備されている。
1996年（平成8年）には千葉市が東京フィルハーモニー交響楽団と提携を行っており、室内楽コンサート「千葉定期シリーズ」を千葉市民会館で行っている。
2022年（令和4年）4月20日、千葉市は施設の老朽化に伴い、東日本旅客鉄道（JR東日本）が同社千葉支社の旧支社ビル（旧国鉄千葉鉄道管理局ビル）跡地に2027年（令和9年）度の完成を目指して建設を予定している再開発施設に新会館を移転することで同社と合意したことを発表した。

## 施設
大ホール
2階にある多目的ホール。定員1001席（固定席）内車椅子スペース5席。舞台（間口15m、奥行15m、高さ8m）、ホワイエ（568m2）がある。
小ホール
地下1階にあるホール。定員316席（可動席）。舞台（間口8m、奥行5.9m、高さ3m）、ロビー（197m2）、専用控室（定員4名）がある。
会議室
3階に4室、4階に5室ある。
- 第1 - 4会議室 - 定員30人（スクール形式、2室併せて最大60名使用可能、面積48㎡）
- 第5会議室 - 定員36人（スクール形式、面積55㎡）
- 第6会議室  - 定員36人（スクール形式、面積50㎡）
- 第7会議室 - 定員14人（円卓、面積26㎡）
- 特別会議室1 - 定員8人（応接セット、面積30㎡）
- 特別会議室2 - 定員100人（スクール形式、面積163㎡）

楽屋
地下1階に5室、1階に1室ある。
- 第1楽屋 - 定員25人（大ホール優先、面積49．4㎡）
- 第2楽屋 - 定員20人（小ホール優先、面積33．3㎡）
- 第3楽屋 - 定員3人（大ホール優先、面積13．8㎡）
- 第4楽屋 - 定員2人（大ホール優先、面積11．3㎡）
- 第5楽屋 - 定員13人（大ホール優先、面積22．3㎡）
- 第6楽屋 - 定員10人（大ホール優先、面積20㎡）

ショップ
- ラウンジ「秋桜」（1階）

## 歴史
1963年（昭和38年）まで国鉄千葉駅があったため、駐車場入口に「ここに千葉駅ありき」と刻んだ石碑が立っている。
- 1973年（昭和48年）4月 - 旧国鉄千葉駅 (初代)の跡地に開館。
- 2001年（平成13年）10月 - 耐震補強などを目的とした改修工事のため1年間休館。
- 2006年（平成18年）12月 - 熱源改修工事及びアスベスト除去工事のため2007年3月まで休館し、その後再開。

## 交通
- 最寄りの鉄道駅
  - JR東日本 東千葉駅より徒歩約3分
  - JR東日本・千葉都市モノレール・京成電鉄 千葉駅・京成千葉駅より徒歩約7分
- 最寄りのバス亭
  - 千葉内陸バス・ちばシティバス 市民会館バス停より徒歩すぐ
- 最寄りのインターチェンジ
  - 京葉道路 貝塚インターチェンジ